# Municipio de Troy (condado de Ashland)
El municipio de Troy (en inglés: Troy Township) es un municipio ubicado en el condado de Ashland en el estado estadounidense de Ohio. En el año 2010 tenía una población de 1132 habitantes y una densidad poblacional de 25,84 personas por km².

## Geografía
El municipio de Troy se encuentra ubicado en las coordenadas 41°1′50″N 82°18′12″O / 41.03056, -82.30333. Según la Oficina del Censo de los Estados Unidos, el municipio tiene una superficie total de 43.8 km², de la cual 43,44 km² corresponden a tierra firme y (0,82 %) 0,36 km² es agua.

## Demografía
Según el censo de 2010, había 1132 personas residiendo en el municipio de Troy. La densidad de población era de 25,84 hab./km². De los 1132 habitantes, el municipio de Troy estaba compuesto por el 98,85 % blancos, el 0,18 % eran afroamericanos, el 0,27 % eran amerindios, el 0,09 % eran de otras razas y el 0,62 % eran de una mezcla de razas. Del total de la población el 0,8 % eran hispanos o latinos de cualquier raza.